# Xylopia altissima
Xylopia altissima är en kirimojaväxtart som beskrevs av Jacob Gijsbert Boerlage. Xylopia altissima ingår i släktet Xylopia och familjen kirimojaväxter. Inga underarter finns listade i Catalogue of Life.